# Mika Mendes
Pour les articles homonymes, voir Mendes.
Mika Mendes, est un auteur-compositeur-interprète de zouk cabo zouk/kizomba, franco-capverdien[réf. nécessaire], né le 2 juillet 1982 à Nice. Son père est le chanteur Boy Gé Mendès.

## Biographie
La carrière musicale de Mendes débute en 2001, avec une première participation sur la compilation cap verdienne Aliança. 
De 2002 à 2004, il participe à plusieurs albums et compilations en featuring, notamment avec Philip Monteiro (Philip Monteiro and friends en 2004, titre Falta d'atencao feat. AN2 & Mickael). En 2004-2005, il enregistre, avec Paulo Tavares, l'album Paulo & Mika à Rotterdam aux Pays-Bas, avec la collaboration de son père Boy Gé Mendes et de son frère Djavan Mendes, et d'autres musiciens et compositeurs comme Johnny Fonseca, Danil Tavares et Jorge Do Rosario.
L'album Paulo & Mika (New style) sort en décembre 2005. Il en sera extraits les tubes Linda bo é et Dam bo amor. Le succès de l’album se traduit en tournées internationales. 
En 2005, il participe à nouveau à la compilation Aliança (le 2e volume de celle-ci), sur 2 titres : Tempo (Mickael featuring Patrick Peck) et Flan (Djedje featuring Zico et Mickael).
En 2006, Mika Mendes est contacté par Nichols pour participer sur l'album de Marcia sur le titre N kré et lui propose aussi de faire un duo avec Jamice sur Nha Princesa de l'album Suave sorti en 2007.
En 2007, il reçoit le prix Artiste Révélation au Portugal. En 2008, il signe sur le label Sushiraw de Kaysha. Son album éponyme sort en juillet 2008. Il comporte le tube Criola. De 2008 à 2010, il effectue une autre tournée internationale.
Il crée son propre label avec son frère, Real-Touch en 2010, et l'album My Inspiration sort au printemps 2011 toujours avec la participation de son frère Djavan Mendes et de son père Boy gé Mendes ; s'y ajoutent Mark G, Thierry Doumergue et Klaudio Ramos comme compositeurs, et les featurings de Nichol's et Chachi Carvalho. Un concert est organisé à Londres pour promouvoir l'album. 
En 2013, il effectue une nouvelle tournée internationale (USA, Brésil, Danemark, Royaume-Uni, Canada, etc.). En mai 2013, il sort l'album Sem Limite et participe à La Nuit de la Kizomba au Zénith de Paris, qui réunit les plus grands artistes du genre. Le 13 juillet 2013, il a participé au Festival Africano du Cap Vert.

## Discographie

### Autres titres
- Tempo (Mickael featuring Patrick Peck), sur la compilation Aliança volume 2 (2005)
- Diferenti (Mika Mendes, LG, Black Barbie), sur la compilation 'Cabo Dream 2: Evolution' (2006)
- Encosta et Quale Manera sur la compilation Amigo do Amigo - Homenagem ao Povo Angolano (2008)
- Expressa Amor sur la compilation Soulzouk 2
- Sonho feliz sur la compilation Zouk Only 2009
- So nos dos sur la compilation Zoukonline 2011
- Magico (2011) (single), ajouté ensuite sur l'album Sem Limite. Le single s'est classé à la 9e place des ventes de chansons de musiques du monde sur iTunes au Portugal, et à la 30e en France[8].
- Bonnie & Clyde : Mika Mendes & Saaphy (2014)
- Vá lá (2015)
- Pronto Para Te Dar et Me Pega Assim  (2018), ajoutés ensuite à l'album Misterio 1 (2019)
- Bonequinha starring Suzanna Lubrano (2021)
- Infinito (2022)

Pour DJs :
- Mashups signés  DJ Edu pour BBC Radio 1Xtra (2012)[9] :
  - Mika Mendes vs Beyonce – Lina Vs Party
  - Mika Mendes vs Bruno Mars – Tcham Bai Vs It Will rain
  - Mika Mendes vs Beyonce – Atravez Di Bio Vs Countdown
  - Mika Mendes – Dimensao vs Trey Songz – Unusual
- Magico, So 1 momento et So Sexy en version acapella (2013)

### Participations
- Philip Monteiro feat. AN2 : Falta d'atencao (album Philip Monteiro and friends) (2004)
- Flan (Djedje featuring Zico et Mickael) sur la compilation Aliança volume 2 (2005)
- Marcia : N kré (2006)
- Jamice : Nha Princesa (album Suave) (2007)
- Jamice : Romancia
- Neuza : Cinderella (2008)
- Rei Helder : Apaga a Luz (2008)
- Paulo Tavares : Sensualmente (album Nha Love É Bo) (2009)
- Elizio : Sex (2010)
- MarkG and the Heavy Hitters : Bo é nha (2010)
- DjéDjé feat. Mika Mendes & D. Lopes : Lembra Tempo  (2010)
- Edson Dani feat. Mika Mendes - Livre
- Eddu - So bo ki ta princhim ((Amelie)) (feat. Michael Mendes)
- Eddu - Un Parti Di Mi (feat. Mika Mendes) (2011)
- Elizio : Put It Down (2011)
- Isah : Tudu Di Mi (2011)
- Atim : Bem (2012)
- Criol Connection : Dam Certeza (album Double C) (2012)
- G-Amado : Alguen Ki Un Gosta et Hora Ki Bo Pega Fogo (2012)
- DJ Pausas : Perde Control (album All Night Long) (2012)
- Léa : Mas Perto (2012), ajouté à l'album Sem Limite (2013)
- Rei Helder feat. Mika Mendes : Entra Na Mi (2013)
- Dina Mendes feat Mika Mendes - I want it  (2013)
- Kaysha - Poison (feat. Mika Mendes & Loony Johnson) (2014)
- Ravidson feat. Mika Mendes - Parar O Tempo (2015)
- Dj Samuka feat. Mika Mendes & 2Much - Atenção (2015)
- Venom - Je T'emmène ft. Mika Mendes & Elji Beatzkilla (2015)
- RealOrBeatz feat. Mika Mendes - Chama Meu Nome (2016)
- Josslyn - Nta Promete (ft. Mika Mendes) (2016)
- Elji Beatzkilla - Continua (ft Mika Mendes) (2018)
- Jennifer Dias ft. Mika Mendes - Acerta (2018)
- Leo Pereira - Nha Preta ft. Mika Mendes (2021)
- Steve Brandao ft. Mika Mendes - Tempo [ Prod. Elji Beatzkilla ]

### Clips
- Show Me The Way[10]
- Dimensao[11]
- I Want You[12]
- Tenta outra vez (feat Neuza)[13]
- Pronto Para Te Dar [14]
- Apaixonado ft. Claudio Ismael[15]
- Bonequinha starring Suzanna Lubrano
- Infinito